# Меотская культура
Меотская археологическая культура — археологическая культура раннего железного века и перехода от бронзы к железу, была распространена на восточном и юго-восточном побережьях Азовского моря в 1 тысячелетии до н. э., а также на побережье Чёрного моря вплоть до Абхазии (охватывающая современные территории Кубани, Адыгеи, Абхазии и частично Дона). Носителями культуры были древние меоты.

## Общие данные
Культура существовала примерно с IX до н. э. по II в. н. э., окончательно сформировалась к VIII веку до н. э..
Основа хозяйства прикубанских меотов — земледелие (пшеница, ячмень и просо), у меотов Приазовья и Причерноморья — рыболовство.
Также большое значение имело скотоводство — разводили крупный и мелкий рогатый скот, свиней и лошадей. Меоты имели ремесленное производство, металлургию, их керамика пользовалась спросом у соседних оседлых и кочевых племён.
Находясь на торговых путях из античного мира к скифо-сарматским номадам, меоты охотно покупали и перепродавали античные товары.

## Указатели по меотской культуре
Этнос и субэтносы — см. Меоты | Синды | Дандарии | Досхи | Тореаты | Обидиакены | Аррехи
Цари, правители — см. Гекатей | Тиргатао | Олфак
Городища — см. Тенгинское | Елизаветинское | Мертвый редант | Чумяный редант | Ново-Джерелиевское городище | Семибратнее городище | Старо-Корсунское | Воронежское | Ладожское | Кавказское | Краснодарское | Пашковское| Гюэнос (в Абхазии)I Кобяково городище
Святилища — см. Тенгинские | Меотское святилище в Абхазии
Курганы — Ульские | Карагодеуашх | Келермесские | ст. Костромская
Могильники — см. Усть-Лабинский | Пашковский | Елизаветинский | Шенджийский | Ново-Вочепшийский | Тахтамукайский | Псекупский | Кочипэ | Черноклен Чишхо | Фарс
Иные артефакты — см. Меч меотский| Монеты Синдики
Исследователи — см. Н. В. Веселовский | В. А. Городцов | В. Р. Эрлих | Н. В. Анфимов | А. М. Лесков | М. В. Покровский | И. С. Каменецкий | А. М. Ждановский | И. И. Марченко | Л. Т. Яблонский

## Периодизация по артефактам
В результате исследования, проведенного методом П.Рейнеке — М. Б. Щукина на основе двухсот наборов инвентаря из вышеуказанных меотских могильников, получены 5 кластеров с последовательно сменявшимися наборами, которые позволяют сделать вывод о соответствующих пяти периодах культуры:
- 1-й — период «киммерийского влияния», датируется IX — первой пол. VII в. до н. э. Характеризуется погребениями с бронзовым и биметаллическим оружием, двукольчатыми и стремечковидными удилами, бронзовым трехдырчатыми «трубчатыми» и «лопастными» псалиями, лепными ковшами и мисками, с боковой петлевидной ручкой.
- 2-й — период «раннескифского влияния», датируется второй пол. VII—V вв. до н. э. Погребения с раннескифским оружием сочетаются с лепными чарками, корчагами, глубокими мисками.
- 3-й — период «античного влияния», датируется IV в. до н. э.. Характеризуется широким распространением кружальной керамики, мечей без перекрестия, железных втульчатых наконечников стрел, крупных дисковидных зеркал без ручки, мощным выплеском античной амфорной тары.
- 4-й — период «сарматского влияния», датируется III — первой пол. I вв. до н. э. Вещи имеют многочисленные кружальные формы, обычно подражающие античным образцам (канфарам и скифосам): наборы дротиков с ланцетовидным пером, мечи с серповидным навершием без перекрестия и т. д.
- 5-й — период «появления импорта из Китая и Рима», датируется второй пол. I в. до н. э. — II в. н. э.. Характеризуется распространением кружальной плоскодонной посуды, оружия и зеркал средне- и позднесарматских типов, фибул, украшений из египетского фаянса, стеклянных чаш и скифосов, китайского и римского импорта.

## О меотской культуре в Абхазии[3]
Находки, характерные для  периода «раннескифского влияния», встречаются в предгорных памятниках протомеотской группы, а именно в могильнике Фарс/Клады. Обоснован вывод о том, что Бзыбская Абхазия являлась ретранслятором закавказской традиции обработки черного металла на Северо-Западный Кавказ. Позже меотская культура проявилась достаточно отчетливо, об этом свидетельствуют находки меотских мечей в Гуадиху (Сухумская гора, Алексеевское ущелье) и деталей узды, выполненных в меотском («прикубанском») зверином стиле в Агудзера (Алексеевское ущелье, устье р. Келасур). Весьма убедительны конские жертвоприношения по меотскому обряду, с вещами в меотском («кубанском») зверином стиле на городище Гюэнос (Эрлих, 2002) и поселении Ахул-абаа на окраине Сухума (Воронов, 1991). Все эти данные позволяют сказать о прямом присутствии носителей меотской культуры в Западном Закавказье в то время.

## Виды меотских святилищ
Эрлих выделяет четыре основных вида меотских святилищ, для большинства которых характерны конские жертвоприношения, а именно:
- 1. Скопление (бессистемное расположение) жертвенных вещей, костей животных без какой-либо деревянной конструкции под небольшой насыпью. Эталонные — Уляп, курган 4, Воронежские курганы 17 и 18. Аналоги — могильники Ленинхабль, Ястребовский, Холмский могильник.
- 2. Конские жертвоприношения (целые костяки, черепа коней или только уздечка) (бессистемное расположение) без деревянной конструкции под небольшой насыпью. Эталонные — Говердовские курганы 6,7,9; курган 14 Уляпа. Аналоги — Пшиш I.
- 3. Жертвоприношения совершаются в определенной системе, конские костяки или черепа лошадей выкладываются по кругу или полукольцом вокруг жертвенника. Вероятнее всего, это раннескифское время. Эталонные — Уляп, курганы 8 и 9, курган 19 у ст. Воронежской, Кужорский курган. Аналоги — Келермесские курганы 23, 29.
- 4. Деревянные конструкции — шатры или полушатры, оградки предскифского и раннескифского времени. Эталонные — Уляп, курганы 2 и 5, Начерзий курган 30, Ульские курганы 1 (1898 г.) и 10 (1982 г.), Тенгинские курганы 1 и 2. Аналоги — курган Уашхиту I, I-ый Разменный курган у ст. Костромской.

## Проблемы
1-я проблема — очень часто меотские памятники и артефакты ошибочно выдаются за скифские и даже сарматские. Профессор Н. В. Анфимов писал:

История меотов взаимосвязана со скифскими и савроматскими племенами. С последними они соприкасались на севере и северо-востоке, но каковы были их взаимоотношения, взаимосвязи, где проходила граница между ними — все эти вопросы остаются ещё не решёнными.

Данная проблема имеет древние корни, ещё во II веке до н.э. Аполлоний Родосский, ссылаясь на других античных авторов, писал :

«Гелланик в сочинении "О народах" говорит; "Когда проплывешь Боспор, будут синды, а выше их - меоты-скифы»

2-я проблема - линговоэтническая принадлежность меотов к кавказской семье оспаривается некоторыми авторами. Началось это с О. Н. Трубачёва, который в своей работе "О синдах и их языке" сделал предположение, что синдо-меоты были местными праиндийцами, отличными от соседних иранцев". По его мнению, язык синдо-меотов - это индоарийский, с признаками самостоятельного диалекта (или диалектов). Н.В. Анфимов же критически относится к мнению Трубачёва, считая, что данные выводы спорны, и предлагает относить синдов к кавказским народам, отмечая участие синдов, как части меотских племён, в этногенезе адыгов.

## Антропология
Из анализа огромного материала из городских и сельских могильников, антропологи сделали вывод — что основным типом черепов из некрополей Боспора является долихо-мезокранный вариант с узким и невысоким лицом и высоким и узким носом, тип распространенный среди меотского населения Таманского полуострова, Прикубанья и Дона.

## Массовые миграции
Древнейшие миграционные потоки с территории Западного Кавказа отмечаются для киммерийской эпохи такими авторитетными специалистами как Л. А. Ельницкий, Н. А. Членова, И. А. Джавахишвили.
В античный период, по мнению нижеследующих авторитетных учёных имели место следующие миграции значительных масс людей:
 — В. И. Иллич-Свитыч, М. Н. Ростовцев — меото-сарматский мигрировали в Паннонию и Дакию.
 — Дж. Кисслинг, В. В. Латышев — керкеты спускаются в Колхиду,
 — Г. А. Меликишвили — зихи (зиги) распространяются до Трапезунта.